# Téoz
A Téoz egy márkanév és egy vonatnem volt, amelyet a francia nemzeti vasúttársaság, az SNCF használt, az SNCF egyes útvonalain a távolsági forgalomban helyfoglalással közlekedő, nem nagysebességű utasszállító vasúti járatok jelölésére. Az SNCF 2003-ban hozta létre a Téoz rendszert, hogy megkíséreljen bizonyos útvonalakon a szolgáltatást a TGV-kkel megegyező szabványokhoz igazítani, ahol nagysebességű vonalak nem álltak rendelkezésre. A Corail vonatok a többi nem nagysebességű, városközi és egyéb regionális útvonalon közlekedtek.
A Téoz szolgáltatásai nem voltak általánosan kedveltek, mivel kötelező helyfoglalást igényeltek. Viszont valamivel gyorsabban haladtak, mint a hagyományos járatok, amelyeket felváltottak. 2011 decembere óta felhagytak a Téoz márkanévvel, és minden SNCF távolsági szolgáltatást az Intercités márkanév alatt egyesítettek az éjszakai járatokkal együtt, amelyek szintén elvesztették korábbi márkanevüket (Lunéa).
Volt egy Téoz Éco járat is, amely naponta egyszer közlekedett a párizsi Gare d'Austerlitz pályaudvar és Toulouse között. A 2. osztályon az utasok választhatták a dönthető üléseket egy termes kocsiban, vagy hatszemélyes fülkében összecsukható ágyakat. Az 1. osztályon csak fekvőhelyek álltak rendelkezésre. Ezek állandóan éjszakai helyzetben voltak, ezért az 1. osztályon utazó utasoknak fekve kellett utazniuk, vagy be kellett érniük az alsó fekvőhelyek megosztásába, háttámla vagy karfa nélkül ülve azokon.

## Útvonalak
A Téoz vonatok az alábbi három útvonalon közlekedtek:
- Paris-Bercy - Nevers - Moulins - Clermont-Ferrand[1]
- Paris-Austerlitz - Limoges-Bénédictins - Toulouse-Matabiau - (Cerbère)[1]
- Bordeaux-Saint-Jean - Toulouse-Matabiau - Marseille-Saint-Charles - Nice-Ville[1]